# Чорноголовка
Чорноголо́вка (рос. Черноголовка) — місто-наукоград, центр Чорноголовського міського округу Московської області, Росія.

## Географія
Розташоване на річці Чорноголовці (басейн Клязьми), за 21 км на північ від Ногінська, на північний схід від Москви (за 59 км від Кремля, 43 км від МКАД).

## Історія

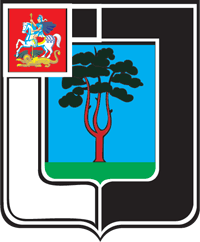
Герб 1993 року

Вперше Черноголовська волость згадується серед інших палацових сіл і волостей в духовній грамоті (заповіті) великого московського князя Івана Калити (близько 1339 року; за іншими даними 1336 року), написаної другій дружині, княгині Уляні, перед поїздкою в Орду.. Назва волості Черноголовль утворено від особистого імені Черноголов, тобто вказує на приналежність цієї місцевості якомусь із Чорноголових. Вперше згадується як село Чорноголовка в 1710 році.
У 1956 році почалося будівництво філії Інституту хімічної фізики та селища при ньому. У 1970-ті роки Чорноголовка стала Науковим центром АН СРСР. У 1975 році Чорноголовка перетворена в селище міського типу, а в 2001 році отримала статус міста. У 2008 році привласнено статус наукограда.
У 2012 році на виборах в мери міста переміг представник наукової інтелігенції — чл.-кор. РАН Володимир Разумов.

## Населення
Населення — 20983 особи (2010; 20284 у 2002).
Основним населенням Чорноголовки на момент заснування була наукова інтелігенція. Останнім часом її частка стрімко скорочується, становлячи близько 25 %.

## Господарство
У складі міста традиційно виділяються: інститути (північна частина міста), центральна частина, мікрорайон «Заріччя» (новий мікрорайон на південний схід від центральної частини, що з'явився всього кілька років тому), котеджний район «Сонячна поляна», «село Чорноголовка» або приватний сектор (на південь від центральної частини) та промислова зона («23-й кілометр») — найпівденніша частина міста, практично впритул прилегла до Московського Малого кільця та території в/ч 58172 (село Макарово або «Ногінськ-4»).

### Наука

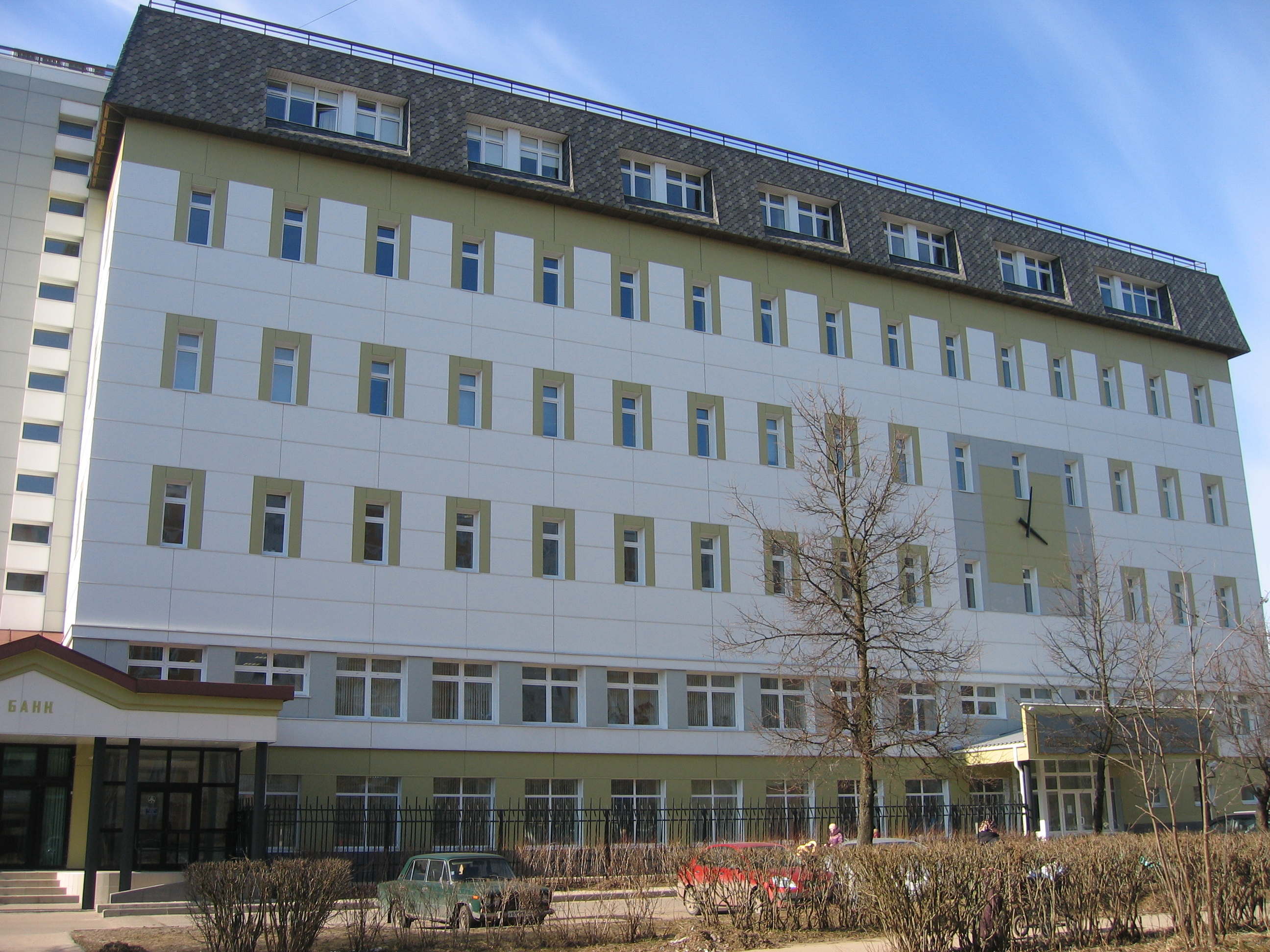
Будівля Інноваційного Центру РАН в Чорноголовці

Містоутворюючими підприємствами Чорноголовки є підприємства науково-виробничого комплексу — Наукового центру РАН в Чорноголовці (НЦЧ РАН). Науковий центр Російської академії наук в Чорноголовці створено в 1956 році та об'єднує наукові організації, організації наукового обслуговування та соціальної сфери, підвідомчі РАН: 7 науково-дослідних інститутів Російської Академії наук, ФГУП «Експериментальний завод наукового приладобудування», Федеральне Державне унітарне підприємство Науково-технологічний центр (НТЦ) «Електронтех» РАН, Федеральне Державне унітарне підприємство «Управління експлуатації Наукового центру РАН в Чорноголовці» (ФГУП "Управління експлуатації НЦЧ РАН), ряд інших. Середньооблікова чисельність працюючих в установах і на підприємствах НЦЧ РАН — 4,9 тис. осіб.
Установи Російської Академії Наук:
- інститути
  - Інститут фізики твердого тіла РАН (ІФТТ РАН),
  - Інститут теоретичної фізики ім. Л. Д. Ландау (ІТФ РАН),
  - Інститут проблем хімічної фізики (ІПХФ РАН),
  - Інститут експериментальної мінералогії (ІЕМ РАН),
  - Інститут структурної макрокінетики та проблем матеріалознавства,
  - Інститут проблем технології мікроелектроніки та особливо чистих матеріалів (ІПТМ РАН),
  - Інститут фізіологічно активних сполук (ІФАС РАН),
  - Філія Інституту енергетичних проблем хімічної фізики імені В.Л. Тальрозе (ІНЕПХФ РАН ім. В. Л. Тальрозе),
  - Науково-експериментальна база «Чорноголовка» Інституту проблем екології та еволюції тварин ім. Сєвєрцова РАН,
  - Лабораторія Інституту геохімії та аналітичної хімії ім. Вернадського,
  - Відділ прикладних мережевих досліджень Наукового центру РАН в Чорноголовці,
- Експериментальний завод наукового приладобудування зі спеціальним конструкторським бюро РАН (виробництво телекомунікаційної апаратури та ін.).
- Науково-технологічний центр «Електронтех» РАН.

У складі Наукового центру в Чорноголовці РАН працюють 22 членів-кореспондентів РАН, докторів наук — 259, кандидатів наук — 653 особи. Всього чисельність співробітників центру (включаючи установи соціальної сфери) — 4891 осіб.
У місті розвинена інноваційна діяльність.
Напрями наукових досліджень
Основні напрямки досліджень:
- хімічна фізика процесів горіння та вибуху, утворення та модифікації полімерів, біологічних процесів та систем,
- кінетика та механізм складних хімічних реакцій,
- фізика конденсованих середовищ,
- сучасне матеріалознавство,
- математична фізика (теорія нелінійних явищ),
- фізичні проблеми мікро та наноелектроніки,
- чисті сполуки та матеріали електронної техніки,
- дизайн лікарських сполук,
- розробка теоретичних основ для пошуків родовищ корисних копалин.

### Освіта
Є три середніх (одна початкова) загальноосвітніх школи муніципального підпорядкування: № 82, № 79 та № 75 (раніше — в підпорядкуванні Російської академії освіти, нині — в муніципальному) та «Веста». Серед випускників школи № 82 і № 75 більш десятка переможців Міжнародних олімпіад школярів з фізики, хімії, математики, астрономії. З 2008 р школа № 79 об'єдналася зі школою № 82 і стала корпусом початкової освіти (1-4 клас).
Вища освіта представлена тільки гуманітарним недержавним вузом — Московський інститут економіки, менеджменту та права (МІЕМП).
Інститути РАН володіють ліцензіями для навчання в аспірантурі та докторантурі.
При ІФТТ РАН, ІТФ РАН, ІПХФ РАН і ІПТМ РАН відкриті базові кафедри Московського фізико-технічного інституту та МГУ.
Школа мистецтв, спортивна школа.

### Культура
Будинок вчених Наукового центру Російської академії наук.

### Транспорт
Чорноголовка має регулярне автобусне (№ 320 Москва — Чорноголовка, № 360 Москва — Дуброво, № 983 Москва — Чорноголовка — Мельожі) та постійне з 5-00 № 320 (мікроавтобусное) сполучення з Москвою (від станції метро «Щолковська» з Московського автовокзалу, час у дорозі 40-50 хв при відсутності пробок), Ногінськом (№ 24, № 73 від Мострансавто, № 25 від ТК «ВОВАВТО»), Дуброво (№ 360), Макарово, Іванівське (№ 73), Мельожі (№ 983), Фряново.

### Спорт
Щорічно проводяться змагання з лиж, футболу, хокею, плавання, баскетболу, тенісу, біатлону, дитячої аеробіки, скелелазінню, художньої гімнастики «Травневі Ластівки», волейболу.

## Міста-побратими
Німеччина — Нойбіберг.